# Ascenseur valléen

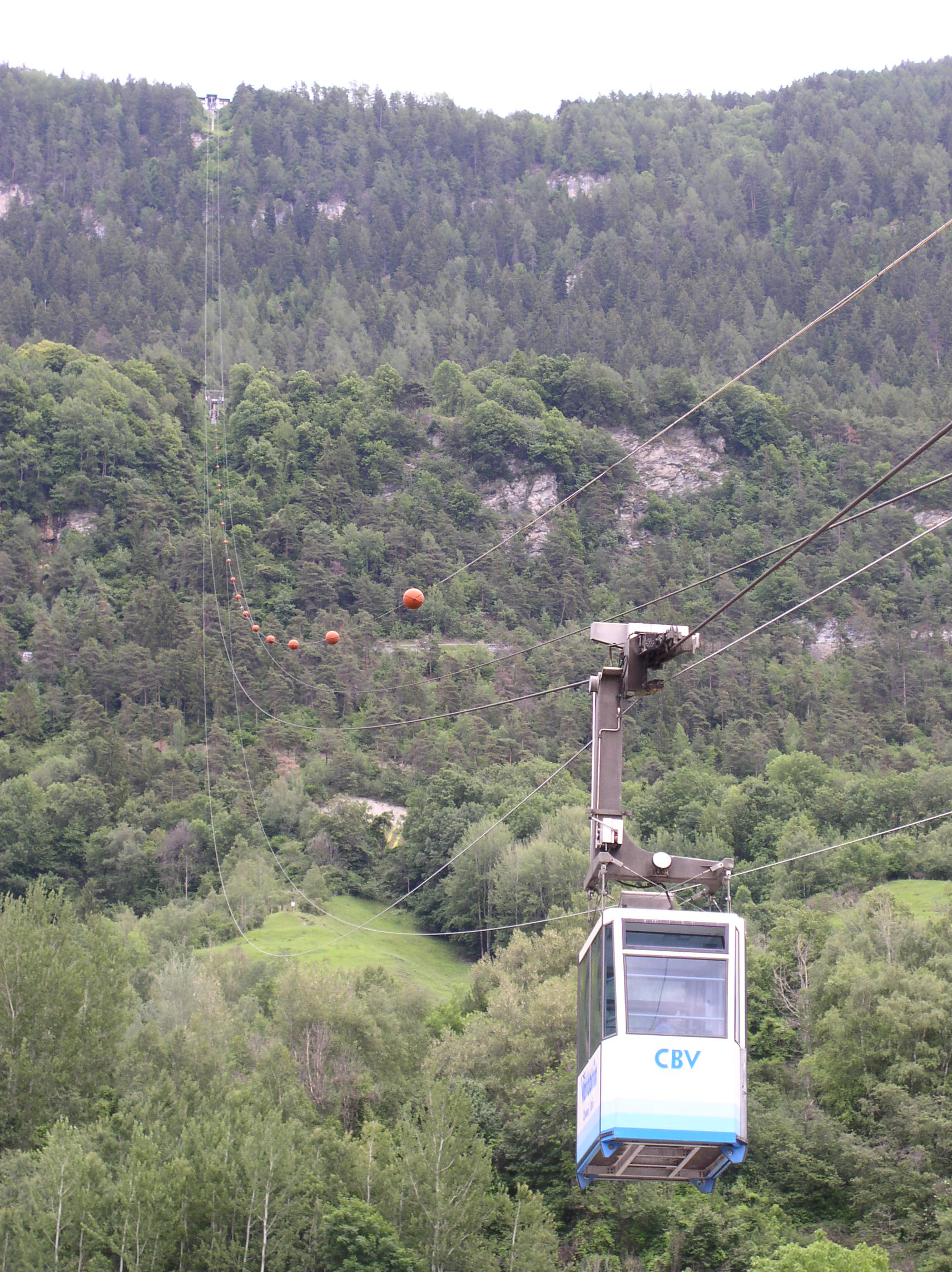
Le téléphérique Chalais-Briey-Vercorin reliant Chalais dans la vallée à Vercorin en altitude via Briey dans le canton du Valais, en Suisse.

Un ascenseur valléen est un moyen de transport reliant le bas d'une vallée à une localité en montagne, le plus souvent une station de sports d'hiver mais également des villages d'altitude, notamment en Suisse. Ce mode de transport peut prendre la forme d'une télécabine, d'un téléporté, d'un téléphérique ou encore d'un funiculaire. La dimension écologique est un élément majeur dans la décision de construire un ascenseur valléen, notamment dans le cadre du développement de solutions de transport alternatives à la route. 

## Caractéristiques
Le but consiste à diminuer le trafic entre deux points ainsi que la pollution automobile, (atmosphérique et sonore). Des parkings automobiles aux deux points (départ et arrivée) sont donc construits, autant que possible à proximité d'une gare de chemin de fer dans la vallée. De plus, ce moyen de transport permet de faire abstraction de certaines conditions naturelles (routes impraticables par éboulements ou excès de neige). Il permet également de réduire le temps de trajet entre deux points,. Au-delà du transport de personnes (locaux ou touristes), le transport de marchandises ou de déchets est possible.

## Développements et projets
Si l'usage du terme « ascenseur valléen » reste récent, certains existent depuis des années en Savoie comme le funiculaire Arc-en-Ciel entre Bourg-Saint-Maurice et les Arcs (depuis la fin des années 1980) ou la télécabine de l'Olympe entre Brides-les-Bains et Méribel (1991), mais également plusieurs autres dans les Pyrénées, comme la télécabine Luchon-Superbagnères. D'autres, plus récentes, sont, par exemple, le dispositif reliant Orelle et Val Thorens, l'Eau d'Olle Express entre Allemond et Oz-en-Oisans (2020),, et la télécabine de Venosc qui relie le bourg de Venosc au plateau des Deux Alpes. Des installations similaires sont présentes et plus fréquentes en Autriche (par exemple, à Mayrhofen), en Suisse (par exemple, à Bettmeralp) ou en Italie.
En France, dans le cadre de la transition écologique, une télécabine de cinq kilomètres de longueur du hameau du Fayet à Saint-Gervais-les-Bains est en travaux en 2024,,,. D'autres projets sont envisagés comme les liaisons de Grenoble à Chamrousse et de Bozel à Courchevel,. Une télécabine de Magland à Flaine, le Funiflaine, a aussi été envisagée, mais le projet a ensuite été abandonné,. En Isère, un autre ascenseur valléen est envisagé pour relier Le Bourg-d'Oisans à Huez, faisant alors le lien avec l'Alpe Express et menant à l'Alpe d'Huez. Différents projets sont par ailleurs envisagés ou à l'étude, dans plusieurs régions françaises.
Si la gestion est laissée soit au privé, soit à un syndicat mixte, ce sont les collectivités locales qui supportent les investissements chiffrés parfois jusqu'à plusieurs dizaines de millions d'euros,,. Entre autres, la région Auvergne-Rhône-Alpes est impliquée dans le développement de ces moyens de transports, mais également l'État par l'intermédiaire d'un fonds d’aide à l’investissement.